# La Danse (Selinger)
La Danse est une œuvre de Shelomo Selinger. C'est l'une des œuvres d'art de la Défense, en France.

## Description
L'œuvre est située dans une zone située en contrebas du reste de l'esplanade. Elle consiste en quatre figures de béton reproduites sur les jardinières de la place et recouverte peu à peu par la végétation.

## Historique
L'œuvre est installée en 1983.